# Mulloidichthys martinicus
Mulloidichthys martinicus (Бріднозуба барабуля мартинікська) — вид риб з роду Mulloidichthys родини барабулеві. Інші назви «жовта барабуля», «жовтосіра барабуля», «жовтий капуцин», «червона кефаль», «жовтохвоста кефаль».

## Опис
Середня довжина досягає 28 см, максимальна становить 39,4 см. Спостерігається статевий диморфізм: самці більші за самиць. Зовнішнє є типовим представником свого роду. Голова помірно масивна, очі великі. Нижня щелепа коротша за верхню. Зуби дрібні. Має пару довгих хіміосенсорних вусів, що виступають з підборіддя. Тулуб стрункий. М'ясо містить токсин сігуатера. Спинний плавець розділений, складається з 9 шипів й 8 м'яких променів. Анальний плавець має 2 шипи і 6 м'яких променів. Хвіст розділений.
Забарвлення тіла блідожовте зі смугою від ока до хвоста насичено жовтого кольору. Плавці також мають більш-менш насичений жовтий колір.

## Спосіб життя
Є бентосною рибою. Тримається на глибині до 49 м, зазвичай — 35 м, максимально знайдено на глибині 135 м. Воліє до піщаних й кам'янстих місцин серед рифів. полюбляє лагуни. Молодняк поширений на луках з морськими водоростями та морськими травами. Здатна утворювати груп (як з представниками свого виду, так й з іншими рибами — Acanthuridae, губаневими), але може триматися одинаком. Активна цілодобово. Шукає здобич на дні серед ґрунту за допомогою своїх вусів. Часто полює в групі. Живиться переважно поліхетами, двостулковими молюсками, рівноногими, бокоплавами та іншими ракоподібними, рідше дрібною рибою.
Статева зрілість у самиць досягає при довжині 17,5 см, у самців — 18,5 см. Розмноження відбувається двічі на рік — навесні та восени.

## Розповсюдження
Поширена в тропічних водах Атлантичного океану від узбережжя Флориди (США) й Бермудських островів до гирла Оріноко, включно з Мексиканською затокою і Карибським басейном. Зустрічається до островів Кабо-Верде й о. Сан-Томе.